# Roman Lengyel
Roman Lengyel (3 de novembro de 1978) é um futebolista profissional tcheco que atua como defensor.

## Carreira
Roman Lengyel representou a Seleção Checa de Futebol, nas Olimpíadas de 2000. 